# Tubérosité du radius
La tubérosité du radius (ou tubérosité bicipitale) est une éminence osseuse ovoïde à grand axe vertical située sur la partie antérieure et médiale de la jonction entre le col et la diaphyse du radius.
Sa surface est divisée en :
- une partie postérieure rugueuse, zone d'insertion du tendon du muscle biceps brachial,
- une partie antérieure lisse où s'interpose une bourse synoviale entre le tendon et l'os.